# Сан-Леоне I (титулярная церковь)
Титулярная церковь Сан-Леоне I (лат. Titulus Sancti Leonis I Papae) — титулярная церковь была создана Папой Павлом VI 5 февраля 1965 года апостольской конституцией Romanorum Pontificum morem. Титул принадлежит церкви Сан-Леоне I, которая является приходской с 1952 года, расположенной в квартале Рима Пренестино-Лабикано, на виа Пренестина.

## Список кардиналов-священников титулярной церкви Сан-Леоне I
- Лоренц Йегер (25 февраля 1965 — 1 апреля 1975, до смерти);
  - вакансия (1975—1979);
- Роже Мари Эли Эчегарай (30 июня 1979 — 24 июня 1998, назначен кардиналом-епископом Порто-Санта Руфины);
- Карл Леманн (21 февраля 2001 — 11 марта 2018, до смерти);
- Серхио Обесо Ривера (28 июня 2018 — 11 августа 2019, до смерти);
- Кристобаль Лопес Ромеро (5 октября 2019 — по настоящее время).